# San Souci (Trinidad y Tobago)
San Souci es una localidad de Trinidad y Tobago, que forma parte de la región de Sangre Grande.

## Geografía
La localidad abarca parte de la isla Trinidad y limita al norte con el mar Caribe, al sur con Balandra y Rampanalgas, al este con L'Anse Noir y al oeste con Monte Video.

## Demografía
Datos demográficos de la localidad de San Souci:
| Gráfica de evolución demográfica de San Souci entre 2000 y 2011 |
|                                                                 |